# Eduard Fueter junior

Eduard Fueter (1931)

Eduard Fueter (ausgesprochen [fuətər]; * 16. Mai 1908 in Zürich; † 19. März 1970 in Richterswil) war ein Schweizer Historiker.

## Leben
Fueter studierte ab 1927 Mathematik und Geschichte in Hamburg, München, Genf, Paris, London und Zürich. 1930 war er Mitgründer der Neuen Front. Von 1936 bis 1970 war Fueter Redaktor der Schweizerischen Hochschulzeitung. 1941 promovierte er mit der Arbeit Geschichte der exakten Wissenschaften in der schweizerischen Aufklärung.
1939 war Fueter Gründungsmitglied und bis 1952 Stiftungsrat der Pro Helvetia. Von 1940 bis 1946 war er Leiter der Zentralstelle für Hochschulwesen, von 1940 bis 1947 Sekretär der Vereinigung schweizerischer Hochschuldozenten und von 1944 bis 1947 Direktor des neu gegründeten Schweizerischen Institutes für Auslandforschung. Von 1958 bis 1966 war er Delegierter der Schweiz im Komitee für wissenschaftliche Forschung der OECD. Von 1966 bis 1970 hatte Fueter einen Lehrauftrag für internationale Forschungsorganisation, Forschungsförderung und Forschungspotentiale an der ETH Zürich. Fueter war der Sohn des Historikers Eduard Fueter senior, der Bruder des Filmproduzenten Heinrich Fueter und der Neffe des Mathematikers Karl Rudolf Fueter.

## Herausgeberschaften
Eduard Fueter bereits als Student durch die Mitherausgabe einer Sammlung von Vorträgen, welche im Schweizerischen Hochschulsanatorium in Leysin gehalten wurden, als Herausgeber aktiv. 1939 wirkte er im Rahmen der Landesausstellung 1939 als Herausgeber des Werks "Grosse Schweizer Forscher". Den Erfolg der Publikation, welche im Kontext der Geistigen Landesverteidigung zu verstehen ist, führten die Historiker Patrick Kupper, David Gugerli und Daniel Speich auf die gewachsene Bedeutung von Wissenschaft und Forschung in den Jahren des Zweiten Weltkrieges zurück.

## Nachweise
1. ↑  Hans Bickel, Christoph Landolt: Duden. Schweizerhochdeutsch. Wörterbuch der Standardsprache in der deutschen Schweiz. Hrsg. vom Schweizerischen Verein für die deutsche Sprache. Dudenverlag, Mannheim/Zürich 2012, S. 88.
2. ↑  Fueter, Eduard. Abgerufen am 30. März 2025.
3. ↑  https://eth.swisscovery.slsp.ch/discovery/fulldisplay?docid=alma991170878849705501&context=L&vid=41SLSP_ETH:ETH&lang=de&search_scope=DiscoveryNetwork&adaptor=Local%20Search%20Engine&tab=discovery_network&query=any,contains,eduard%20fueter%20hochschulsanatorium&offset=0. Abgerufen am 30. März 2025 (englisch).
4. ↑  Eduard Fueter: Grosse Schweizer Forscher : = Pionniers Suisses da la science = Pionieri Svizeri della scienza. Atlantis Verlag, Zürich 1939 (swisscollections.ch [abgerufen am 30. März 2025]).
5. ↑  David Gugerli, Patrick Kupper, Daniel Speich: Die Zukunftsmaschine: Konjunkturen der ETH Zürich 1855-2005. Chronos, Zürich 2005, ISBN 978-3-0340-0732-0, S. 219.

| Personendaten    | Personendaten         |
| ---------------- | --------------------- |
| NAME             | Fueter, Eduard junior |
| KURZBESCHREIBUNG | Schweizer Historiker  |
| GEBURTSDATUM     | 16. Mai 1908          |
| GEBURTSORT       | Zürich                |
| STERBEDATUM      | 19. März 1970         |
| STERBEORT        | Richterswil           |